# Longitarsus ventricosus
Longitarsus ventricosus es una especie de insecto coleóptero de la familia Chrysomelidae. Fue descrita científicamente en 1860 por Foudras.